# John Talbot, 1.º Conde de Shrewsbury
John Talbot, 1.º Conde de Shrewsbury e Waterford KG (1384/1387 Blakemere, Shropshire – 17 de julho de 1453, Castillon, França), também conhecido como "Velho Talbot", foi um importante senhor e militar inglês da Idade Média. Ganhou notoriedade lutando na Guerra dos Cem Anos, servindo na França, onde viria a morrer em combate.

## Vida
Talbot nasceu em 1384, o segundo filho de Richard, 4.º Barão Talbot, e Ankaret Strange, 7.ª Baronesa Strange de Blackmere.
De 1404 a 1413, ele serviu com seu irmão mais velho Gilbert na guerra no País de Gales contra Owain Glyndŵr. Seu apoio à Casa de York (ver Guerra das Rosas) resultou na mudança de Henrique V para a Torre de Londres em 1413. A partir de 1414, ele foi Lorde Tenente da Irlanda por cinco anos e reprimiu as rebeliões lá. Ele então serviu novamente por cinco anos na França antes de ser brevemente Lorde Tenente da Irlanda novamente em 1425.
A partir de 1427, Talbot lutou novamente no exército inglês na França, mais tarde até mesmo como general do rei. Na França, ele se destacou durante o cerco de Orléans e foi capturado na Batalha de Patay em 1429. Ele permaneceu em cativeiro por quatro anos, mas foi trocado por Jean Poton de Xaintrailles.
Talbot era considerado um líder militar agressivo e ousado que, principalmente, tinha que lutar contra um inimigo numericamente superior. As unidades que ele comandou foram implantadas onde a necessidade era maior e conquistaram várias cidades francesas, como Harfleur em 1440. Muitos, portanto, o chamavam de Aquiles inglês.

Em 1449, Talbot sofreu uma derrota decisiva perto de Rouen e, como fiador da rendição, tornou-se refém. Em 1452 foi nomeado governador de Guienne, que o rei francês Carlos VII detinha. Depois que a luta estourou novamente, ele liderou as tropas inglesas no sudoeste da França, a única área maior ainda sob o domínio inglês. Além de Bordéus, ele conquistou inicialmente várias cidades. Talbot caiu em 17 de julho de 1453, assim como seu filho Thomas na Batalha de Castillon, que foi a derrota final e decisiva dos ingleses na Guerra dos Cem Anos.